# 小泉知世
小泉 知世 (こいずみ ともよ) は、日本のジャーナリストでNHK放送総局報道局政治部記者。

## 経歴
2011年4月 NHKに入局。

同期は、古山彰子。アナウンサーには今井翔馬、漆原輝、金子峻、神戸和貴、高山大吾、田村直之、森田哲意、山口寛明、雨宮萌果、近江友里恵、和久田麻由子がいる。

『NHK青森放送局』、『NHK仙台放送局』と東北地方での取材を経て、報道局政治部に配属。外務省を中心に取材を担当。